# Syneches elegans
Syneches elegans är en tvåvingeart som beskrevs av Frey 1938. Syneches elegans ingår i släktet Syneches och familjen puckeldansflugor. Inga underarter finns listade i Catalogue of Life.